# 小杉龍斗
小杉 龍斗（こすぎ りゅうと、1998年6月5日 - ）は、トップウェストA中部電力ラグビー部に所属するラグビー選手。

## プロフィール
- 福岡県出身[1]。
- ポジションはロック(LO)。
- 身長 170cm、体重 75kg
- ニックネームはリュウト。
- U20日本代表候補に選ばれたことがある[2]。
- 双子の兄弟龍希もラグビー選手[3]（現・東海大学）。

## 略歴
6歳からラグビーを始めた。
2017年、東海大福岡高校卒業後、宗像サニックスブルースに加入。なお東海大福岡高校時代、福岡県高校選抜に選ばれたことがある。
2019年、中部電力ラグビー部に加入。